# 香港島巴士路線列表
以下為香港專營巴士於香港島區內行走的巴士路線列表，路線由城巴有限公司經營。
路線共有160條，其中有5條通宵路線、27條特別節日及大型活動路線。

## 路線編號
- 百位數字
  - 1,9-19
  - 2,20-29 大坑、北角，鰂魚涌，筲箕灣。(20及22線除外)
  - 3,30-39 薄扶林、置富花園。
  - 4,40-49 華富邨、數碼港。
  - 5,50-59 堅尼地城、摩星嶺、青洲填海區(50、55及56線除外)，除現有5號外，51-59號現預留路線檔號。
  - 6,60-69 淺水灣、赤柱、馬坑。
  - 7,70-79 田灣、香港仔、石排灣、黃竹坑、深灣。（78C、78P、78X、79、79P及79X線除外）
  - 8,80-89 柴灣、小西灣、杏花邨。（85A除外）
  - 90-99 鴨脷洲。
  - 以5開首的百位數字編號：港島空調路線（全空調化前）（580-589線除外）
  - 以7開首的百位數字編號：港島東區走廊特快路線

- 英文字母
  - 以H開首：觀光城巴路線

| 編號 | 路線                   | 路線 | 路線                 | 備註及來源                                                                                          |
| ---- | ---------------------- | ---- | -------------------- | --------------------------------------------------------------------------------------------------- |
| 1    | 跑馬地（上）           | ↔    | 中環（港澳碼頭）     | |
| 1M   | 會展站                 | ↺    | 黃泥涌峽             | 循環線                                                                                              |
| 1P   | 黃泥涌道（樂活道）     | →    | 中環街市             | 只於星期一至五早上繁忙時間服務（假期除外）                                                          |
| 2    | 西灣河（嘉亨灣）       | ↔    | 中環（港澳碼頭）     | |
| 2A   | 耀東邨                 | ↔    | 會展站               | |
| 2A   | 耀東邨                 | →    | 銅鑼灣（希慎廣場）   | 特別班次，只於平日晚間繁忙時間服務                                                                  |
| 2X   | 西灣河（嘉亨灣）       | ↔    | 會展站               | |
| 3A   | 摩星嶺                 | ↔    | 中環（天星碼頭）     | 只於星期一至五繁忙時間服務（假期除外）                                                              |
| 4    | 黃竹坑                 | ↔    | 中環（交易廣場）     | |
| 4    | 華富（南）             | ↺    | 中環                 | 特別班次，循環線，只於星期一至五早上繁忙時間服務（假期除外）                                        |
| 4    | 田灣                   | →    | 華富（南）           | 特別班次，只於平日早上繁忙時間服務（假期除外）                                                      |
| 4X   | 華富（南）             | ↺    | 中環（交易廣場）     | 循環線，只於星期一至六服務（假期除外）                                                              |
| 5B   | 摩星嶺                 | ↔    | 香港大球場           | 深夜班次只會來往堅尼地城及銅鑼灣                                                                    |
| 5X   | 堅尼地城               | ↔    | 銅鑼灣（威非路道）   | |
| 6    | 中環（交易廣場）       | ↔    | 赤柱監獄             | |
| 6A   | 中環（交易廣場）       | →    | 赤柱炮台（閘口）     | 只於平日早上繁忙時間服務（假期除外）                                                                |
| 6X   | 中環（交易廣場）       | ↔    | 赤柱監獄             | |
| 6X   | 赤柱炮台（閘口）       | →    | 中環（交易廣場）     | 特別班次，只於平日晚間繁忙時間服務（假期除外）                                                      |
| 7    | 石排灣                 | ↔    | 中環碼頭             | |
| 8    | 杏花邨                 | ↔    | 會展站               | |
| 8H   | 小西灣（藍灣半島）     | ↔    | 銅鑼灣（東華東院）   | |
| 8P   | 小西灣（藍灣半島）     | ↔    | 會展站               | |
| 8P   | 小西灣（藍灣半島）     | →    | 銅鑼灣（希慎廣場）   | 特別班次，只於平日晚間繁忙時間服務                                                                  |
| 8X   | 小西灣（藍灣半島）     | ↔    | 跑馬地（上）         | |
| 9    | 筲箕灣                 | ↔    | 石澳                 | |
| 10   | 北角碼頭               | ↔    | 堅尼地城             | |
| 11   | 中環碼頭               | ↺    | 渣甸山               | 循環線，深夜班次改以軒尼詩道近登龍街分站為尾站                                                      |
| 12   | 中環3號碼頭            | ↺    | 羅便臣道             | 循環線，星期一至五09:00前班次不經金鐘（添馬街）、般咸道及柏道                                       |
| 12A  | 金鐘（添馬街）         | ↺    | 麥當勞道             | 循環線                                                                                              |
| 12A  | 金鐘（添馬街）         | ↺    | 麥當勞道             | 特別班次，不經中環，於星期一至五早上繁忙時間服務（假期除外）                                        |
| 12M  | 金鐘（添馬街）         | ↺    | 柏道                 | 循環線，只於星期一至五早上繁忙時間服務（假期除外）                                                  |
| 13   | 金鐘（添馬街）         | ↔    | 旭龢道               | |
| 14   | 西灣河（嘉亨灣）       | ↔    | 赤柱炮台（閘口）     | |
| 14   | 西灣河（嘉亨灣）       | ↔    | 赤柱廣場（馬坑）     | 特別班次，只於平日早上繁忙時間服務（假期除外）                                                      |
| 14   | 西灣河（嘉亨灣）       | →    | 赤柱監獄             | 特別班次，只於平日早上繁忙時間服務（假期除外）                                                      |
| 15   | 中環（5號碼頭）        | ↔    | 山頂                 | |
| 15   | 中環（交易廣場）       | ↔    | 山頂                 | 特別班次，只於每日早上繁忙時間服務                                                                  |
| 15B  | 灣仔（會展新翼）       | ↔    | 山頂                 | 只於星期日及公眾假期服務                                                                            |
| 15C  | 中環（天星碼頭）       | ↔    | 花園道纜車站         | |
| 18   | 北角（健康中街）       | ↔    | 堅尼地城（卑路乍灣） | |
| 18   | 北角（健康中街）       | →    | 上環（永和街）       | 特別班次，只於星期一至五早上繁忙時間服務（假期除外）                                                |
| 18P  | 北角（健康中街）       | ↔    | 堅尼地城（卑路乍灣） | 只於星期一至五早上繁忙時間服務（假期除外）                                                          |
| 18X  | 筲箕灣                 | ↔    | 堅尼地城（卑路乍灣） | |
| 18X  | 柴灣站                 | →    | 堅尼地城（卑路乍灣） | 特別班次，只於星期一至五早上繁忙時間服務（假期除外）                                                |
| 19P  | 筲箕灣                 | →    | 跑馬地（上）         | 只於星期一至五上課時間服務（假期除外）                                                              |
| 23   | 蒲飛路                 | ↔    | 北角碼頭             | |
| 23B  | 寶馬山                 | →    | 羅便臣道             | 只於星期一至五上課時間服務（假期除外）                                                              |
| 23B  | 柏道                   | →    | 寶馬山               | 只於星期一至五上課時間服務（假期除外）                                                              |
| 23X  | 蒲飛路                 | →    | 西灣河               | 只於星期一至五早上繁忙時間服務（假期除外）                                                          |
| 25   | 中環3號碼頭            | ↺    | 寶馬山               | 循環線                                                                                              |
| 25   | 中環3號碼頭            | →    | 金文泰中學           | 特別班次，只於每日最尾兩個班次服務                                                                  |
| 25   | 中環3號碼頭            | →    | 協同中學             | 特別班次，只於星期一至五上課時間服務（假期除外）                                                    |
| 25A  | 會展站                 | ↺    | 寶馬山               | 循環線                                                                                              |
| 26   | 勵德邨                 | ↺    | 荷李活道             | 循環線                                                                                              |
| 27   | 北角碼頭               | ↺    | 寶馬山               | 循環線，早上上課時間部份班次以寶馬山為尾站                                                          |
| 30X  | 數碼港                 | ↔    | 金鐘（東）           | |
| 30X  | 中環（交易廣場）       | →    | 數碼港               | 特別班次，只於星期一至五早上繁忙時間服務（假期除外）                                                |
| 33X  | 數碼港                 | →    | 西灣河               | 只於星期一至五繁忙時間服務（假期除外）                                                              |
| 33X  | 西灣河（嘉亨灣）       | →    | 數碼港               | 只於星期一至五晚間繁忙時間服務（假期除外）                                                          |
| 37A  | 置富花園               | ↺    | 中環                 | 循環線                                                                                              |
| 37B  | 置富花園               | ↺    | 金鐘                 | 循環線                                                                                              |
| 37X  | 置富花園               | ↺    | 金鐘                 | 循環線，只於平日早上繁忙時間服務（假期除外）                                                        |
| 38   | 置富花園               | ↔    | 北角碼頭             | |
| 40   | 華富（北）             | ↔    | 會展站               | |
| 40M  | 華富（北）             | →    | 會展站               | |
| 40P  | 華富（北）             | →    | 羅便臣道             | 只於星期一至五上課時間服務（假期除外）                                                              |
| 40P  | 華貴                   | →    | 羅便臣道             | 特別班次，只於星期一至五上課時間服務（假期除外）                                                    |
| 40P  | 深灣                   | →    | 羅便臣道             | 特別班次，只於星期一至五上課時間服務（假期除外）                                                    |
| 41A  | 華富（中）             | ↔    | 北角碼頭             | 上下午上課時間有特別班次途經寶馬山-(上午:07:00 及 07:20北角碼頭開, 下午: 14:40, 15:20 華富（中）開) |
| 42   | 華富（南）             | ↔    | 北角碼頭             | 只於平日早上繁忙時間服務（假期除外）                                                                |
| 42C  | 數碼港                 | ↔    | 北角碼頭             | 只於星期一至五繁忙時間服務（假期除外）                                                              |
| 43M  | 田灣                   | ↺    | 石塘咀               | 循環線                                                                                              |
| 47P  | 堅尼地城（卑路乍灣）   | →    | 黃竹坑               | 只於平日早上繁忙時間服務（假期除外）                                                                |
| 48   | 深灣                   | ↺    | 華富（北）           | 循環線                                                                                              |
| 48   | 深灣                   | →    | 華富邨華安樓         | 特別班次，只於星期一至五早上繁忙時間服務（假期除外）                                                |
| 48   | 深灣                   | →    | 海洋公園             | 特別班次，經華富北，只於星期六部份時段服務（假期除外）                                              |
| 48   | 海洋公園               | ↺    | 華富（北）           | 特別班次，循環線，只於星期六、日及公眾假期部份時段服務                                              |
| 48   | 海洋公園               | →    | 深灣                 | 特別班次，經華富北，只於星期六晚間繁忙時間服務（假期除外）                                          |
| 49X  | 小西灣（藍灣半島）     | →    | 數碼港               | 只於星期一至五早上繁忙時間服務（假期除外）                                                          |
| 63   | 赤柱監獄               | ↔    | 北角碼頭             | 只於平日服務（假期除外）(假期請選擇路線65)                                                          |
| 65   | 赤柱市集               | ↔    | 北角碼頭             | 特快，只於星期日及公眾假期服務 (平日請選擇路線63)                                                   |
| 66   | 赤柱廣場（馬坑）       | ↔    | 中環（交易廣場）     | 只於星期一至五繁忙時間服務（假期除外）                                                              |
| 70   | 華貴                   | ↔    | 中環（交易廣場）     | |
| 70P  | 石排灣                 | ↔    | 中環（交易廣場）     | 只於每日上午至黃昏服務                                                                              |
| 71   | 黃竹坑                 | ↔    | 中環（林士街）       | 只於星期一至五早上繁忙時間服務（假期除外）                                                          |
| 71P  | 深灣                   | →    | 中環碼頭             | 只於平日早上繁忙時間服務（假期除外）                                                                |
| 72   | 華貴                   | ↔    | 銅鑼灣（摩頓台）     | |
| 72A  | 深灣                   | ↔    | 銅鑼灣（摩頓台）     | |
| 73   | 數碼港                 | ↔    | 赤柱監獄             | 每日早上部份班次以華富（北）為起/終點站                                                             |
| 73P  | 深灣                   | →    | 數碼港               | 只於星期一至五上課時間服務（假期除外）                                                              |
| 75   | 深灣                   | ↔    | 中環（交易廣場）     | |
| 76   | 黃竹坑站               | ↺    | 銅鑼灣（邊寧頓街）   | 循環線，星期一至五上午繁忙時間以石排灣為起/終點站                                                   |
| 76   | 石排灣                 | ↺    | 銅鑼灣（邊寧頓街）   | 只於星期一至五07:00至08:30之班次 （假期除外）                                                       |
| 77   | 田灣                   | ↔    | 筲箕灣               | |
| 77   | 銅鑼灣（希慎廣場）     | →    | 田灣                 | 特別班次，只於星期一至五晚間繁忙時間服務（假期除外）                                                |
| 77A  | 筲箕灣                 | →    | 田灣                 | 只於星期一至五晚間繁忙時間服務（假期除外）                                                          |
| 77X  | 華貴邨                 | →    | 西灣河               | 只於星期一至五早上繁忙時間服務（假期除外）                                                          |
| 78   | 黃竹坑                 | ↺    | 華貴邨               | 循環線                                                                                              |
| 78   | 華貴邨                 | →    | 黃竹坑               | 特別班次，只於星期一至五清晨及上課時間服務（假期除外）                                              |
| 81   | 興華邨                 | ↔    | 勵德邨               | |
| 81A  | 興華邨                 | ↔    | 勵德邨               | 只於星期一至五上課時間服務（假期除外）                                                              |
| 82   | 小西灣（藍灣半島）     | ↔    | 北角碼頭             | |
| 82S  | 小西灣（藍灣半島）     | →    | 耀東（惠亨街）       | 只於星期一至五上課時間服務（假期除外）                                                              |
| 82S  | 筲箕灣廣場             | →    | 小西灣（藍灣半島）   | 只於星期一至五上課時間服務（假期除外）                                                              |
| 82X  | 小西灣（藍灣半島）     | ↺    | 鰂魚涌               | 循環線                                                                                              |
| 82X  | 健康村                 | →    | 小西灣（藍灣半島）   | 特別班次，只於星期一至五上課時間服務（假期除外）                                                    |
| 85   | 小西灣（藍灣半島）     | ↺    | 寶馬山               | 循環線                                                                                              |
| 85   | 小西灣（藍灣半島）     | ↔    | 北角碼頭             | 特別班次，只於每日深夜服務                                                                          |
| 85A  | 筲箕灣                 | →    | 寶馬山               | 只於星期一至五上課時間服務（假期除外）                                                              |
| 85A  | 北角碼頭               | →    | 筲箕灣               | 經寶馬山，只於星期一至五下課時間服務（假期除外）                                                    |
| 85A  | 愛秩序灣               | →    | 寶馬山               | 特別班次，只於星期一至五上課時間服務（假期除外）                                                    |
| 85P  | 小西灣（富欣花園）     | →    | 寶馬山               | 只於星期一至五上課時間服務（假期除外）                                                              |
| 85P  | 寶馬山                 | →    | 小西灣（藍灣半島）   | 只於星期一至五下課時間服務（假期除外）                                                              |
| 88X  | 小西灣（藍灣半島）     | ↔    | 堅尼地城（卑路乍灣） | 只於星期一至五繁忙時間服務（假期除外）                                                              |
| 90   | 鴨脷洲邨               | ↔    | 中環（交易廣場）     | |
| 90B  | 海怡半島               | ↔    | 金鐘（東）           | |
| 90C  | 鴨脷洲大街             | →    | 中環（怡和大廈）     | 只於星期一至五上課時間服務（假期除外）                                                              |
| 91   | 鴨脷洲邨               | ↔    | 中環碼頭             | |
| 91   | 海怡半島（美康閣）     | →    | 中環碼頭             | 特別班次，只於平日早上繁忙時間服務                                                                  |
| 91A  | 鴨脷洲邨               | ↔    | 華富（南）           | 只於星期一至五上課時間服務（假期除外）                                                              |
| 93   | 鴨脷洲邨               | →    | 羅便臣道             | 只於星期一至五上課時間服務（假期除外）                                                              |
| 93   | 海怡半島               | →    | 羅便臣道             | 特別班次，只於星期一至五上課時間服務（假期除外）                                                    |
| 93A  | 利東邨                 | →    | 羅便臣道             | 只於星期一至五上課時間服務（假期除外）                                                              |
| 93C  | 鴨脷洲大街             | →    | 堅道                 | 只於星期一至五上課時間服務（假期除外）                                                              |
| 93C  | 田灣                   | →    | 堅道                 | 特別班次，只於星期一至五上課時間服務（假期除外）                                                    |
| 94A  | 華富（中）             | ↺    | 利東邨               | 循環線                                                                                              |
| 95C  | 鴨脷洲（利南道工業區） | ↺    | 置富花園             | 循環線，只於平日服務（假期除外）                                                                    |
| 95C  | 鴨脷洲（利南道工業區） | ↺    | 置富花園             | 循環線，只於平日晚間繁忙時間服務，以鴨脷洲邨為尾站（假期除外）                                      |
| 95C  | 鴨脷洲邨               | ↺    | 置富花園             | 循環線，只於平日清晨服務，以利南道工業區為尾站                                                      |
| 95C  | 鴨脷洲邨               | ↺    | 置富花園             | 循環線，只於平日晚間，及星期日及公眾假期全日服務                                                    |
| 95C  | 鴨脷洲邨               | ↺    | 香港仔（洛陽街）     | 特別班次，循環線，只於平日清晨服務（假期除外）                                                      |
| 95P  | 田灣                   | →    | 鴨脷洲邨             | 只於星期一至五下課時間服務（假期除外）                                                              |
| 97   | 利東邨                 | ↔    | 中環（交易廣場）     | 只於星期一至五早上繁忙時間服務（假期除外）                                                          |
| 98   | 利東邨                 | ↔    | 香港仔（成都道）     | |
| 99   | 海怡半島               | ↔    | 筲箕灣               | |
| 99X  | 海怡半島               | →    | 西灣河               | 只於星期一至五早上繁忙時間服務（假期除外）                                                          |
| 99X  | 鴨脷洲大街             | →    | 西灣河               | 特別班次，只於星期一至五早上繁忙時間服務（假期除外）                                                |
| 260  | 赤柱監獄               | ↔    | 中環（交易廣場）     | 旅遊路線                                                                                            |
| 511  | 大坑徑                 | →    | 中環碼頭             | 只於平日早上繁忙時間服務（假期除外）                                                                |
| 592  | 海怡半島               | ↔    | 銅鑼灣（摩頓台）     | |
| 595  | 海怡半島               | ↺    | 石排灣               | 循環線                                                                                              |
| 629  | 中環（天星碼頭）       | →    | 海洋公園（水上樂園） | 旅遊路線，只在每天早上單向開5班車                                                                   |
| 720  | 西灣河（嘉亨灣）       | ↔    | 中環（港澳碼頭）     | |
| 720  | 西灣河（嘉亨灣）       | ↺    | 中環（干諾道中）     | 特別班次，循環線，只於星期一至五早上繁忙時間服務（假期除外）                                        |
| 720  | 西灣河（嘉亨灣）       | →    | 中環（干諾道中）     | 特別班次，只於平日星期一至五繁忙時間部份班次服務（假期除外）                                        |
| 720A | 西灣河（嘉亨灣）       | →    | 中環（畢打街）       | 只於星期一至五早上繁忙時間服務（假期除外），早上08:00前班次服務以金鐘（海富中心）為終點站           |
| 720P | 太古城                 | ↺    | 中環（干諾道中）     | 循環線，只於星期一至五早上繁忙時間服務（假期除外）                                                  |
| 720P | 太古城                 | →    | 中環（干諾道中）     | 特別班次，只於星期一至五早上繁忙時間前服務（假期除外）                                              |
| 720X | 西灣河（嘉亨灣）       | →    | 中環（林士街）       | 只於星期一至五早上繁忙時間服務（假期除外）                                                          |
| 722  | 耀東邨                 | ↔    | 中環碼頭             | |
| 722  | 耀東邨                 | ↺    | 中環碼頭             | 特別班次，只於平日早上繁忙時間服務（假期除外）                                                      |
| 780  | 柴灣（東）             | ↔    | 中環碼頭             | |
| 780P | 興華邨                 | →    | 中環碼頭             | 只於平日早上繁忙時間服務（假期除外）                                                                |
| 788  | 小西灣（藍灣半島）     | ↔    | 中環（港澳碼頭）     | |
| 789  | 小西灣（藍灣半島）     | ↔    | 金鐘（樂禮街）       | |
| H3   | 中環 (香港摩天輪)      | →    | 赤柱村               | 只於每日日間服務                                                                                    |
| H4   | 赤柱村                 | →    | 中環 (香港摩天輪)    | 只於每日日間服務                                                                                    |
| H4   | 海洋公園               | →    | 中環 (香港摩天輪)    | 只於每日早上服務                                                                                    |
| N8   | 杏花邨                 | ↺    | 鰂魚涌（祐民街）     | 通宵路線，循環線                                                                                    |
| N8P  | 小西灣（藍灣半島）     | ↺    | 灣仔（港灣道）       | 通宵路線，循環線                                                                                    |
| N8X  | 小西灣（藍灣半島）     | ↔    | 堅尼地城             | 通宵路線                                                                                            |
| N72  | 華貴邨                 | ↔    | 鰂魚涌（海澤街）     | 通宵路線                                                                                            |
| N90  | 海怡半島               | ↔    | 中環（港澳碼頭）     | 通宵路線                                                                                            |
| X8   | 跑馬地（上）           | →    | 小西灣（藍灣半島）   | 只限星期一至五早上早上繁忙時間服務（假期除外）                                                      |
| X9   | 中環（天星碼頭）       | ↔    | 石澳                 | 只限星期六、日及公眾假期服務                                                                        |
| X15  | 中環（天星碼頭）       | ↔    | 山頂                 | 旅遊路線                                                                                            |

| 編號 | 路線               | 路線 | 路線                   | 備註及來源                                          |
| ---- | ------------------ | ---- | ---------------------- | --------------------------------------------------- |
| 2R   | 聖保祿醫院         | →    | 耀東邨                 | 只於香港大球場舉行大型活動日提供服務                |
| 4S   | 中環碼頭           | →    | 黃竹坑                 | 只於元旦日凌晨服務                                  |
| 9C   | 筲箕灣             | →    | 歌連臣角               | 只於清明節及重陽節期間服務                          |
| 9S   | 筲箕灣             | ↔    | 石澳                   | 只於中秋節凌晨通宵服務                              |
| 18R  | 中環（民耀街）     | →    | 杏花邨                 | 只於中環海濱舉行指定大型活動散場時提供服務          |
| 25R  | 聖光堂             | →    | 中環（交易廣場）       | 只於香港大球場舉行大型活動日提供服務                |
| 30R  | 聖光堂             | →    | 數碼港                 | 只於香港大球場舉行大型活動日提供服務                |
| 37S  | 中環（交易廣場）   | →    | 置富花園               | 只於元旦日凌晨服務                                  |
| 37S  | 中環碼頭           | →    | 置富花園               | 只於元旦日凌晨服務                                  |
| 38S  | 銅鑼灣(中央圖書館) | →    | 置富花園               | 通宵路線，只於元旦及年初一凌晨服務                  |
| 72S  | 銅鑼灣(摩頓台)     | →    | 華貴                   | 只於元旦日凌晨服務                                  |
| 73S  | 赤柱村             | →    | 海洋公園               | 旅遊路線，只於端午節正日及赤柱聖誕市集舉辦期間服務  |
| 77S  | 田灣               | ↔    | 筲箕灣                 | 通宵路線，只於農曆年初一凌晨服務                    |
| 314  | 小西灣（藍灣半島） | ↺    | 赤柱（海灘／市場）     | 旅遊路線&循環線，只於夏天泳季之星期日及公眾假期服務 |
| 347  | 金鐘（西）         | ↺    | 香港仔                 | 旅遊路線，循環線，只於清明及重陽節服務              |
| 388  | 柴灣站             | ↺    | 柴灣墳場/歌連臣角      | 循環線，只於清明節服務                              |
| 389  | 筲箕灣             | ↺    | 柴灣墳場/歌連臣角      | 循環線，只於清明節服務                              |
| 592S | 銅鑼灣（摩頓台）   | →    | 海怡半島               | 只於元旦及年初一深夜服務                            |
| 629M | 水上樂園           | →    | 黃竹坑站               | 只於水上樂園營運服務                                |
| N6X  | 赤柱村             | ↔    | 中環（交易廣場）       | 通宵路線，只於元旦及中秋節凌晨服務                  |
| R38  | 置富花園           | →    | 銅鑼灣（維多利亞公園） | 只於渣打香港馬拉松舉行日服務                        |